# PGC 20531
LEDA/PGC 20531 ist eine Spiralgalaxie vom Hubble-Typ Sb pec im Sternbild Kiel des Schiffs am Südsternhimmel. Sie ist schätzungsweise 39 Millionen Lichtjahre von der Milchstraße entfernt. 
Astronomen beobachteten am 23. Februar 2010 die Supernova SN 2010ae. Die Supernova gehört zu einer kürzlich entdeckten Klasse von Supernovae, die als Supernovae vom Typ Iax bezeichnet werden. 